# Nunleu
Nunleu is een bestuurslaag in het regentschap Timor Tengah Selatan van de provincie Oost-Nusa Tenggara, Indonesië. Nunleu telt 2279 inwoners (volkstelling 2010).